# Netík (rod kapradin)
Netík (Adiantum) je rod kapradin z čeledi křídelnicovité. Jsou to nevelké kapradiny většinou se zpeřeně složenými listy s tmavými, tuhými řapíky. Výtrusnice jsou kryté ohrnutými okraji listu. Rod zahrnuje asi 200 druhů a je rozšířen v tropech a subtropech celého světa. Některé druhy zasahují i do mírného pásu. Nejvíc druhů roste v tropické Americe. V Evropě roste jediný zástupce, netík Venušin vlas. V České republice se nevyskytuje. Některé druhy netíků jsou pěstovány jako zahradní, pokojové nebo skleníkové rostliny.

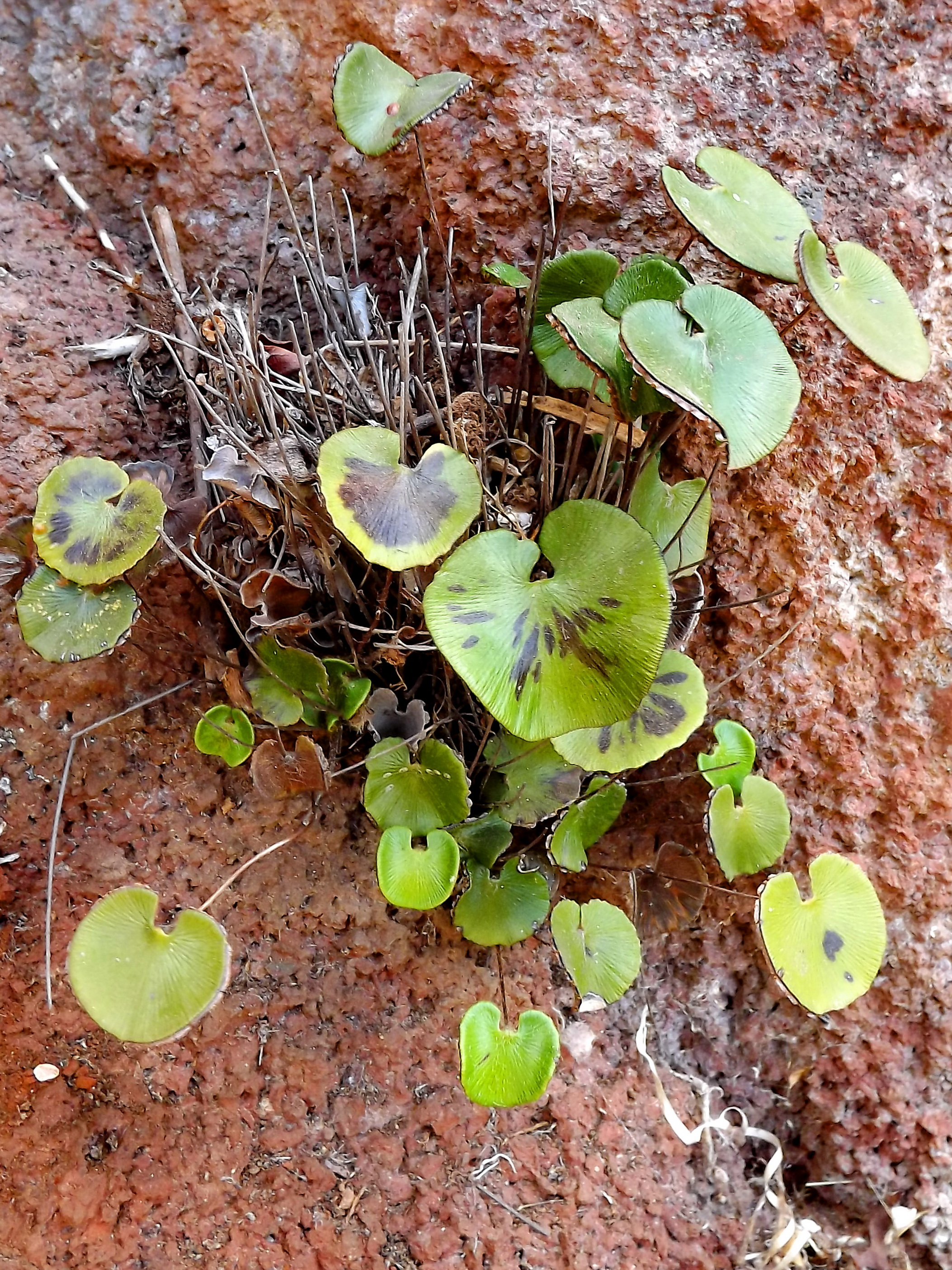
Neobvykle vyhlížející netík ledvinovitý

## Popis
Netíky jsou drobné až středně velké, pozemní nebo litofytní kapradiny. Oddenek je krátký a vzpřímený nebo dlouze plazivý, pokrytý hnědými nebo černými, kopinatými plevinami. Cévní svazky jsou typu sifonostélé. Listy jsou stejnotvaré nebo jen lehce dvoutvárné. Dosahují velikosti 15 až 110 cm. Řapík je hnědočervený nebo černý, lesklý, tuhý, s 1 nebo 2 cévními svazky. Čepel listů je nejčastěji jednoduše až trojnásobně zpeřená nebo 1x až 3x vidličnatě dělená se znoženými větvemi, výjimečně jednoduchá, celistvá a ledvinovitá (Adiantum reniforme). Hlavní vřeteno listu i postranní žebra mají stejnou barvu jako řapík. Poslední segmenty listů jsou přisedlé či stopkaté, okrouhlé, podlouhlé, vějířovité nebo kosočtverečné, celistvé nebo laločnaté, celokrajné nebo na okraji pilovité. Žilnatina je tvořena volnými (pouze u několika tropických druhů se žilky spojují), jednoduchými nebo vidličnatě větvenými žilkami. výtrusné kupky se tvoří na okraji listů a jsou kryté ohrnutým listovým okrajem tvořícím falešnou ostěru. Výtrusnice jsou dlouze stopkaté, kulovité. Spory jsou žluté nebo žlutohnědé, čtyřstěnné, triletní.

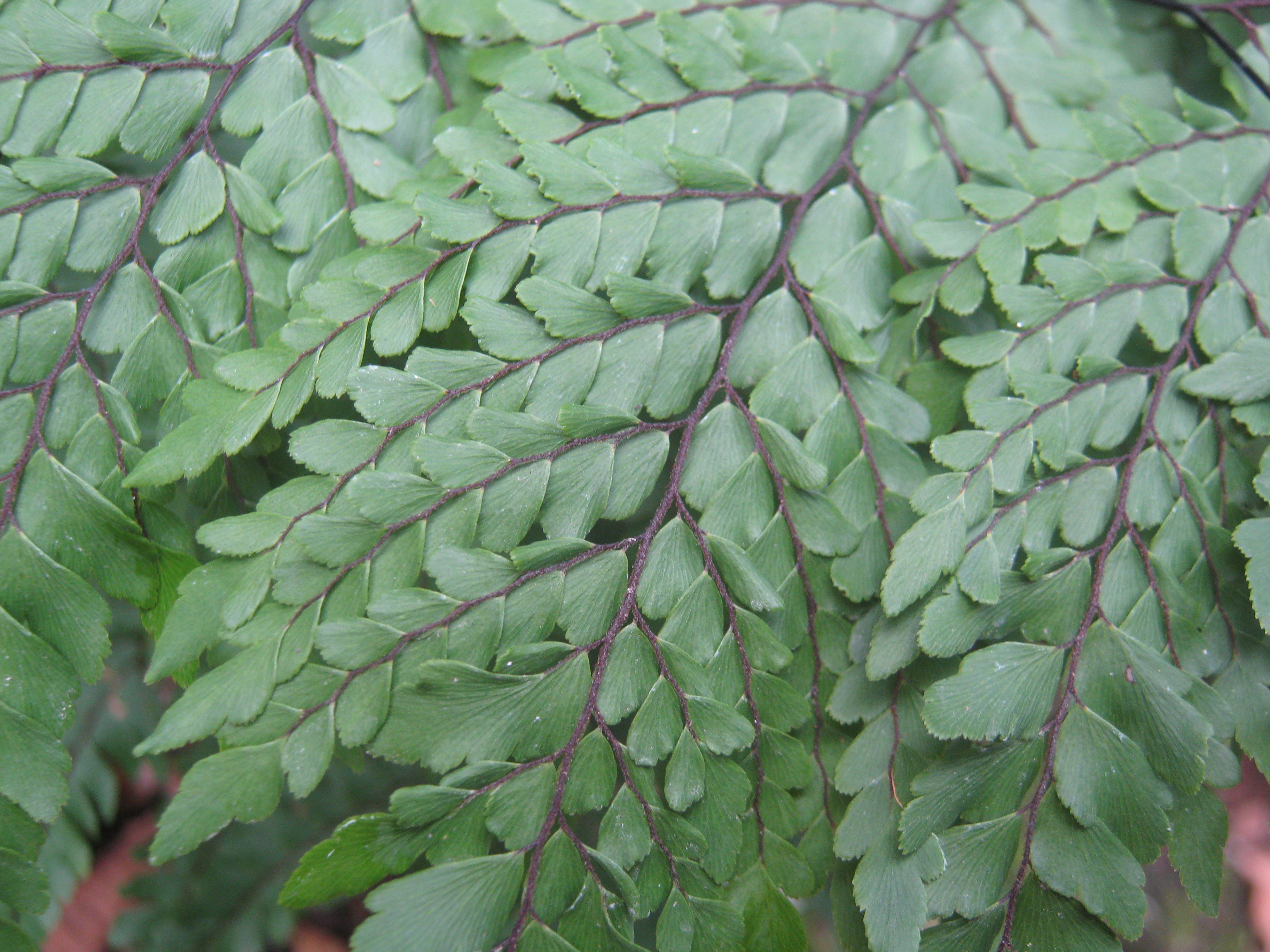
Bohatě členěné listy Adiantum formosum
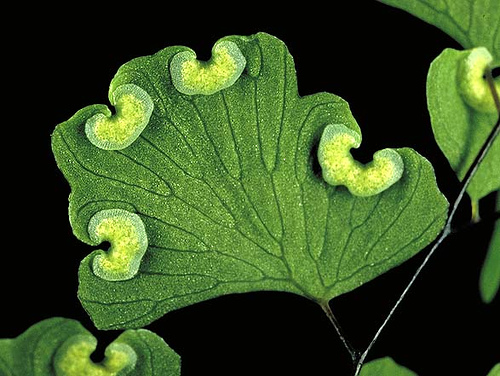
Detail výtrusných kupek na listech A. aethiopicum
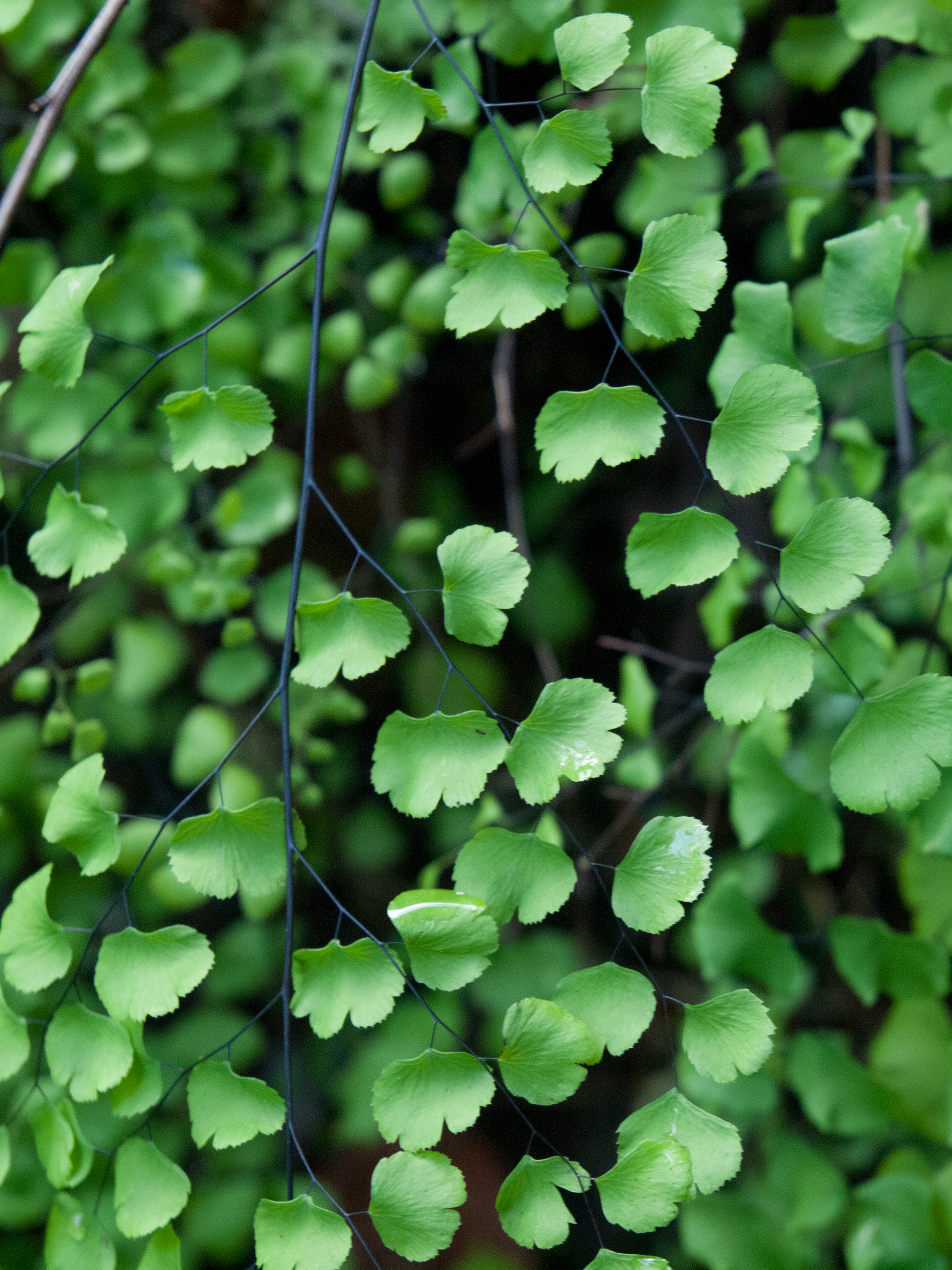
List Adiantum jordanii
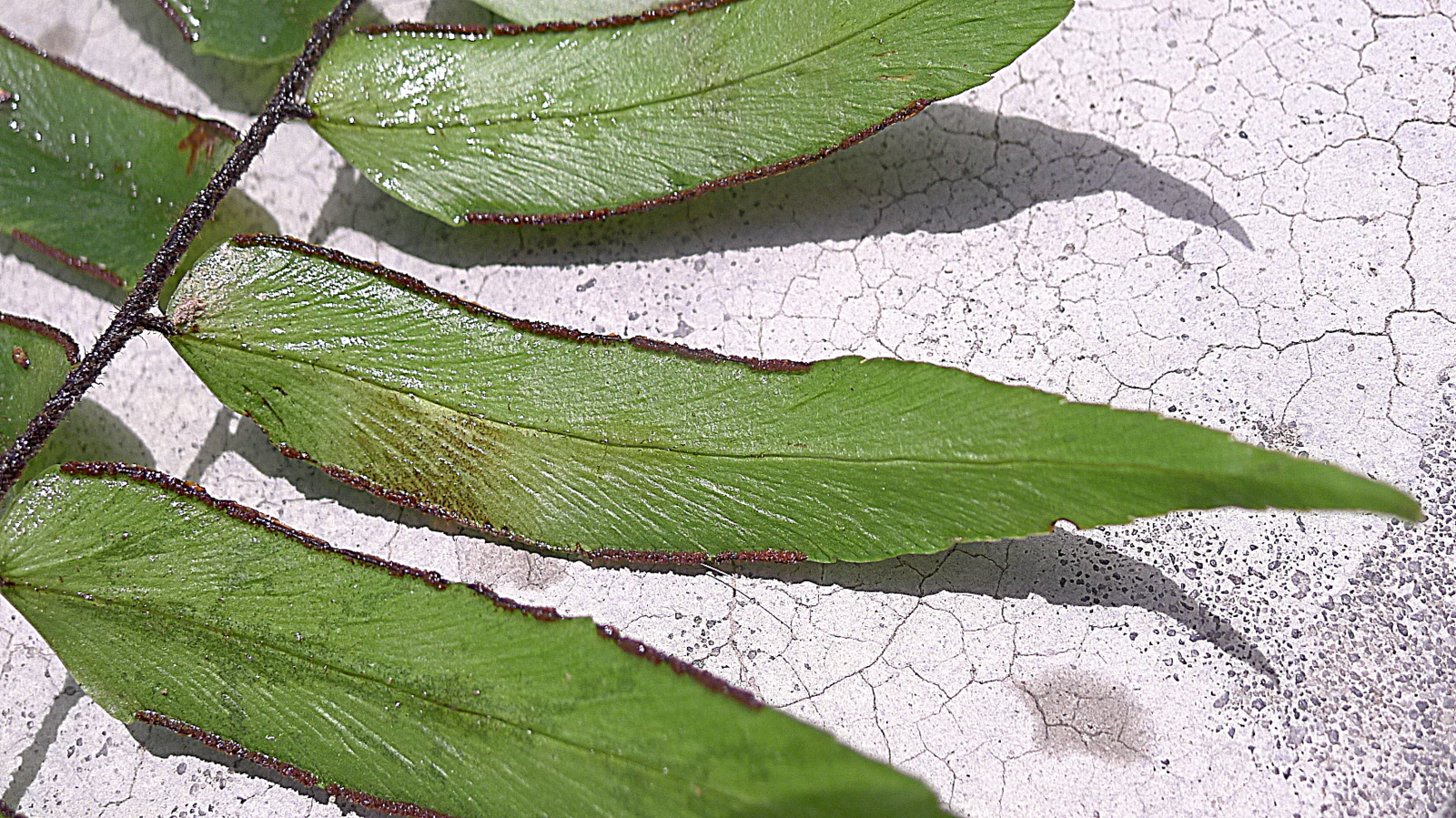
Neobvykle tvarované listy Adiantum dolosum

## Rozšíření
Rod netík zahrnuje asi 200 druhů. Je rozšířen v tropech a subtropech celého světa, některé druhy přesahují do mírného pásu. Největší počet druhů roste v jihoamerických Andách. V tropické Americe roste více než polovina všech druhů.
V Evropě roste jediný druh, netík Venušin vlas. Je rozšířen ve Středomoří a západní Evropě. V České republice se nevyskytuje.

## Zástupci
- netík ledvinitý (Adiantum reniforme)
- netík Venušin vlas (Adiantum capillus-veneris)
- netík znožený (Adiantum pedatum)[6][7]

## Význam
Netík znožený (Adiantum pedatum) je oblíbená zahradní trvalka, vhodná pro zastíněná stanoviště. Pěstuje se v různých kultivarech. Řidčeji jsou pěstovány i jiné zahradní druhy, např. Adiantum venustum a A. capillus-junonis.
Jako pokojové rostliny se pěstují zejména netíky Adiantum tenerum a A. raddianum. Netíky vyžadují vlhčí vzduch a nesnášejí přeschnutí kořenového balu, na které reagují shozením listů. Většina druhů se pěstuje v neutrální půdní směsi, některé vyžadují zásaditou půdu. Jsou to stínomilné rostliny, přímé oslunění snášejí pouze v časných ranních hodinách. Množí se úlomky oddenku, které se u zahradních druhů odebírají na podzim nebo na jaře a neměly by být příliš krátké. Většinu druhů je možné množit výtrusy, s výjimkou A. venustum, jehož kultura ze spor se nedaří. Ve sklenících botanických zahrad se lze setkat s některými dalšími atraktivními druhy, jako je Adiantum peruvianum a A. reniforme.

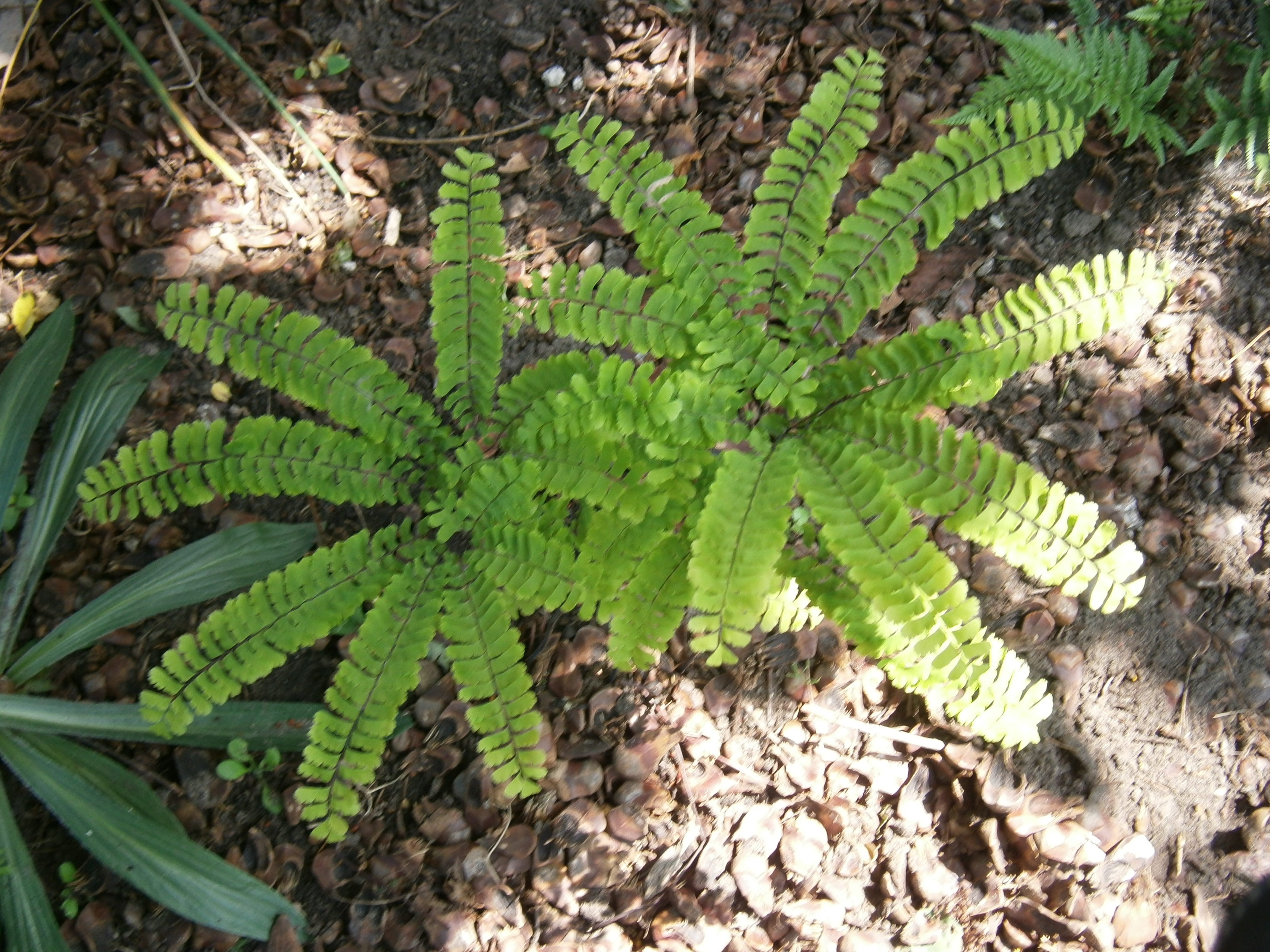
Netík znožený (Adiantum pedatum)
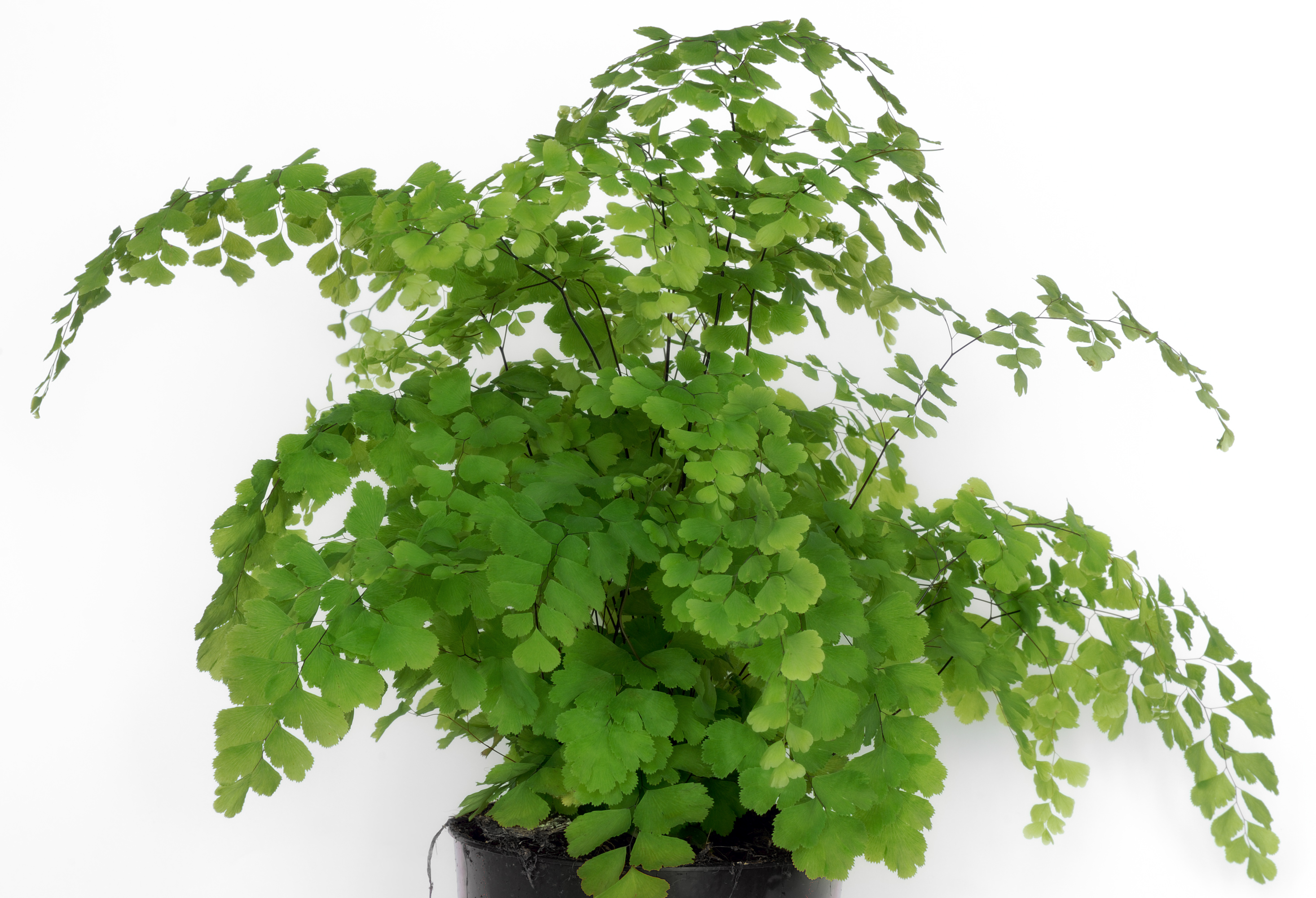
Adiantum raddianum 'Fragrans'
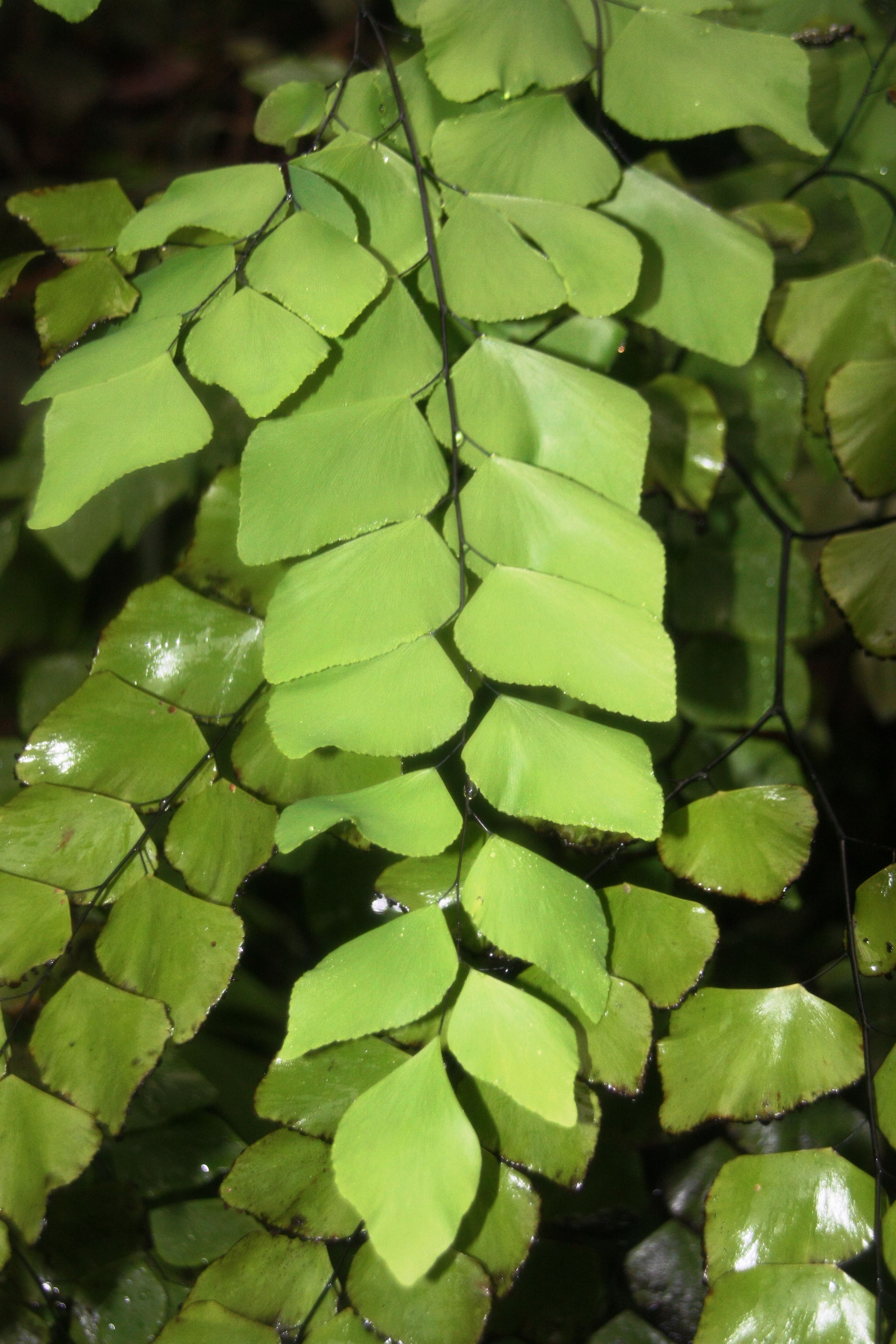
List Adiantum peruvianum